# 야마다역 (오사카부)
야마다역(일본어: 山田駅, やまだえき)은 일본 오사카부 스이타시에 있는 한큐 전철・오사카 모노레일의 역이다.

## 역 구조

### 한큐 전철
상대식 승강장 2면 2선의 지상역. 분기기, 절대신호기가 없어 정류장으로 분류된다. 승강장 양 옆에 개찰구가 있으나, 두 승강장은 지하도로 연결된다.
개업 당초에는 버스 로터리와 직면하여 기타센리 승강장 측에만 출입구가 있어 현행 승강장 연결용 지하도가 되는 부분에 개찰구가 있었지만, 역에 인접한 복합 상업 시설 "뉴 한큐 야마다"가 건설됨에 따라 2002년부터 역사 개축 공사를 시공하여 현재에 이르고 있다.
기타센리 방향의 개찰구는 지평부보다 높은 위치에 있는 한편, 오사카(우메다), 덴가챠야 방향의 개찰구는 구릉부의 길에 있기 때문에 그대로 지평면에 있다.

#### 승강장
| 서 | ■ 센리 선 | 상행 | 기타센리 방면                                 |
| 동 | ■ 센리 선 | 하행 | 우메다・덴가차야・교토・고베・다카라즈카 방면 |

- 승강장 번호는 없다.

### 오사카 모노레일
섬식 승강장 1면 2선의 고가역에서 승강장 밑에 개찰구가 있다.
승강장 동쪽에는 지붕이 낮아지고 있는 부분이 있다. 이것은 개업 당초에 고압 전력선이 바로 위를 통과하고 있어, 송전선을 피하기 위해 지붕을 낮춰 설계했기 때문이다. 후에 뉴 한큐 야마다의 건설에 따른 고압 전력선은 약간 동쪽으로 이전되어 송전선의 높이도 높아졌지만 지붕은 개축되지 않고 현재에 이르고 있다.

#### 승강장
| 1 | ■ 오사카 모노레일 본선 | 반파쿠키넨코엔・미나미이바라키・가도마시・사이토니시 방면 |
| 2 | ■ 오사카 모노레일 본선 | 센리추오・오사카 공항 방면                                |

## 역 주변
- 센리 뉴타운
- 반파쿠 기념공원
- 오사카시립 홍제원
- 스이타 야마다역전 우편국
- 스이타 야마다 우편국
- 뉴 한큐 야마다
- 오사카시립 센리 고등학교

## 역사
- 1969년 11월 10일: 반파쿠니시구치 역 영업 개시.
- 1970년 9월 14일: 반파쿠니시구치 역 폐지.
- 1973년 11월 23일: 한큐 전철 센리 선 야마다 역이 개업 (역의 위치는 반파쿠니시구치 역의 위치보다 남쪽으로 약 800m, 미나미센리 역에서 영업 거리 1.4km 지점에 있음).
- 1990년 6월 1일: 오사카 모노레일 선 센리추오 ~ 미나미이바라키 역 구간 개통으로 영업 개시, 환승역이 됨.
- 2003년 11월 20일: 복합 상업 시설 "뉴 한큐 야마다" 오픈에 따른 역사 대개축이 준공됨.

## 인접역
| 한큐 전철 ■ 센리 선                      | 한큐 전철 ■ 센리 선 | 한큐 전철 ■ 센리 선             |
| ---------------------------------------- | ------------------- | ------------------------------- |
| HK-93 미나미센리 덴진바시스지 6초메 방면 | ■ 보통              | 기타센리 HK-95 기타센리 방면    |
| 오사카 고속철도 ■ 오사카 모노레일 본선   |                     |                                 |
| 15 센리추오 오사카 공항 방면             |                     | 반파쿠키넨코엔 17 가도마시 방면 |